# 2024年中国网球公开赛
2024年中国网球公开赛（2024 China Open），即男子第23届/女子第25届中国网球公开赛，于2024年9月26日-10月6日在中国北京市国家网球中心举行。其中男子赛事于9月26日-10月2日举行，级别为ATP500巡回赛；女子赛事于9月25日-10月6日举行，级别为WTA1000巡回赛。这是中网女子单打赛事首次升级为双周赛，签表数量为96签。中网同时还举办ITF青少年巡回赛J300级赛事。
科科·高夫在决赛中战胜了卡洛琳娜·穆霍娃首次获得中网女子单打冠军，20岁的高夫成为14年来最年轻的中国网球公开赛冠军，是继塞雷娜·威廉姆斯在2004年和2013年夺冠之后，第二位在北京获得冠军的美国女子选手，也是继比安卡·安德烈斯庫（2019年印第安维尔斯和多伦多）之后赢得前两届WTA1000决赛冠军的第二年轻的选手。这是高夫的第2个WTA1000赛单打冠军，也是她职业生涯第8个巡回赛单打冠军。
意大利组合萨拉·埃拉尼和贾斯明·保利尼获得女子双打冠军，成为中国网球公开赛上首对来自意大利的冠军，这是埃拉尼获得的31个，也是保利尼的第5个WTA巡回赛双打冠军。
男单卫冕冠军扬尼克·辛纳在决赛中负于卡洛斯·阿尔卡拉斯，这是阿尔卡拉斯的首个中网男单冠军，也是他的第16个ATP巡回赛单打冠军。这场比赛耗时3小时21分钟，这是中网赛事历史上最长的一场比赛。
在男子双打决赛中意大利组合西莫内·博莱利和安德烈亚·瓦瓦索里获得双打冠军，夺得2024赛季第三个ATP巡回赛冠军，这也分别是博莱利的第14个和瓦瓦索里的第6个巡回赛双打冠军。

## 比赛结果
| 项目       | 冠军                            | 亚军                         | 比分                    |
| ---------- | ------------------------------- | ---------------------------- | ----------------------- |
| 男子单打   | 卡洛斯·阿尔卡拉斯               | 扬尼克·辛纳                  | 6–7(6–8), 6–4, 7–6(7–3) |
| 女子单打   | 科科·高夫                       | 卡洛琳娜·穆霍娃              | 6–1, 6–3                |
| 男子双打   | 西莫内·博莱利 安德烈亚·瓦瓦索里 | 哈里·赫利厄瓦拉 亨利·帕特恩  | 4–6, 6–3, [10–5]        |
| 女子双打   | 萨拉·埃拉尼 贾斯明·保利尼       | 詹皓晴 · 韦罗妮卡·库德梅托娃 | 6–4, 6–4                |
| 青少年男单 | Amir Omarkhanov                 | Oliver Bonding               | 6–7(4–7), 6–0, 6–4      |
| 青少年女单 | 张瑞恩                          | 孙心然                       | 6–1, 7–5                |
| 青少年男双 | Oliver Bonding Hoyoung Roh      | Ognjen Milic Vojtech Vales   | 4–6, 7–6(8–6), [10-8]   |
| 青少年女双 | Ksenia Efremova Lea Nilsson     | 陈奕如 唐笑                  | 7–6(13–11), 6–1         |

## 男子单打比赛

### 种子选手
| 协会     | 球员                | 排名 | 种子号 |
| -------- | ------------------- | ---- | ------ |
| 義大利   | 扬尼克·辛纳         | 1    | 1      |
| 西班牙   | 卡洛斯·阿尔卡拉斯   | 3    | 2      |
|          | 丹尼尔·梅德韦杰夫   | 5    | 3      |
|          | 安德烈·鲁布廖夫     | 6    | 4      |
| 保加利亚 | 格里戈尔·季米特洛夫 | 10   | 5      |
| 義大利   | 洛伦佐·穆塞蒂       | 19   | 6      |
|          | 卡连·哈恰诺夫       | 23   | 7      |
|          | 亚历山大·巴伯里克   | 27   | 8      |

- 1参考2024年9月16日排名。[11]

### 其他途径参赛选手
外卡：
- 布云朝克特
- 斯坦·瓦林卡
- 周意

特殊豁免：
- 商竣程

排名保护：
- 巴勃罗·卡雷尼奥·布斯塔

资格赛：
- 齐祖·贝格斯
- 帕维尔·科托夫
- 罗伯托·包蒂斯塔·阿古特
- 雅各布·门希克

退赛：
- 格里戈尔·季米特洛夫 → 被替补为  阿蒂尔·林德克内希（幸运落败者）
- 卡梅伦·诺里 → 被替补为  毛罗然·法比安 → 被替补为  罗伯托·卡瓦列斯·巴埃纳（幸运落败者）
- 扬-伦纳德·施特鲁夫 → 被替补为  罗曼·萨菲乌林（幸运落败者）
- 亚历山大·兹韦列夫 → 被替补为  米奥米尔·凯茨曼诺维奇

## 女子单打比赛

### 其他途径参赛选手
外卡：
- 高馨妤
- 马烨欣
- 任钰菲
- 施晗
- 王美玲
- 韦思佳
- 姚欣辛
- 张帅

排名保护：
- 伊琳娜-卡梅利亚·贝古
- 阿伊拉·托姆利亚诺维奇
- 王蔷

资格赛：
- 金伯莉·比勒尔
- 加尔菲·达尔马
- 梁恩硕
- 埃列娜-加布里埃拉·鲁塞
- 丽贝卡·什拉姆科娃
- 黑莉·巴普蒂斯特
- 莎拉·索里貝絲·托摩
- 阿林娜·罗季奥诺娃
- 阿莉西娅·帕克斯
- 尤利娅·斯塔罗杜布采娃
- 扎里娜·迪雅丝
- 玛南猜亚·萨王凯

退赛：
- ‡  维多利亚·阿扎连卡 → 被替补为  邦达尔·安娜
- ‡  玛丽·鲍兹科娃 → 被替补为  伯纳达·佩拉 → 被替补为  卡米拉·拉希莫娃（幸运落败者）
- †  索拉娜·科斯蒂亚 → 被替补为  露西娅·布龙泽蒂
- ‡  丹妮尔·柯林斯 → 被替补为  安娜·博格丹
- ‡  卡罗琳·加西亚 → 被替补为  莉希亚·朱莲科
- ‡  昂丝·加博 → 被替补为  玛蒂娜·特雷维桑
- ‡  琳达·诺斯科娃 → 被替补为  哈丽雅特·达特
- ‡  耶莲娜·奥斯塔朋科 → 被替补为  塔玛拉·科尔帕奇（幸运落败者）
- ‡  安娜斯塔西亚·帕夫柳琴科娃 → 被替补为  本玉真唯（幸运落败者）
- ‡  卡罗利娜·普利斯科娃 → 被替补为  卡米拉·奥索里奥
- §  艾玛·拉杜卡努 → 被替补为  亚娜·费特（幸运落败者）
- ‡  叶连娜·莱巴金娜 → 被替补为  大坂直美
- ‡  玛丽亚·萨卡里 → 被替补为  劳拉·西格蒙德
- §  斯洛恩·斯蒂芬斯 → 被替补为  埃米娜·贝克塔斯（幸运落败者）
- ‡  伊莉娜·斯维托莉娜 → 被替补为  安娜·布林科娃
- ‡  伊加·斯维亚特克 → 被替补为  王蔷
- †  马尔凯塔·万卓索娃 → 被替补为  埃丽卡·安德烈耶娃
- ‡  卡罗琳·沃兹尼亚奇 → 被替补为  王雅繁
- †  朱琳 → 被替补为  克里斯蒂娜·布克沙

## 男子双打比赛

### 种子选手
| 协会   | 球员            | 协会   | 球员              | 综合排名 | 种子号 |
| ------ | --------------- | ------ | ----------------- | -------- | ------ |
| 義大利 | 西莫内·博莱利   | 義大利 | 安德烈亚·瓦瓦索里 | 21       | 1      |
| 印度   | 罗翰·波柏纳     |        | 伊万·多迪格       | 31       | 2      |
| 芬兰   | 哈里·赫利厄瓦拉 | 英國   | 亨利·帕特恩       | 32       | 3      |
| 英國   | 尼尔·斯库普斯基 | 新西兰 | 迈克尔·维纳斯     | 37       | 4      |

- 参考2024年9月16日排名。

### 其他途径参赛选手
外卡：
- 王傲然 /  周意
- 布云朝克特 /  斯坦·瓦林卡

资格赛：
- 杰米·穆雷 /  约翰·皮尔斯

排名保护：
- 罗伯托·卡瓦列斯·巴埃纳 /  巴勃罗·卡雷尼奥·布斯塔

退赛：
- 马塞尔·格拉诺勒斯 /  佩德罗·马丁内斯 → 被替补为  佩德罗·马丁内斯 /  亚历山大·巴伯里克
- 凯文·克拉维茨 /  提姆·普特兹 → 被替补为  塔伦·格里科斯普 /  楊-萊納德·史卓夫  → 被替补为  贡萨洛·埃斯科瓦尔 /  迭戈·伊达尔戈（幸运落败者）

## 女子双打比赛

### 种子选手
| 协会     | 球员                   | 协会   | 球员                | 综合排名 | 种子号 |
| -------- | ---------------------- | ------ | ------------------- | -------- | ------ |
| 加拿大   | 加布里埃拉·达布罗斯基  | 新西兰 | 埃琳·罗特利夫       | 6        | 1      |
| 捷克     | 卡特日娜·西尼亚科娃    | 美国   | 泰勒·汤森           | 9        | 2      |
| 美国     | 卡罗琳·多勒海德        | 美国   | 黛丝蕾·克劳奇克     | 21       | 3      |
| 美国     | 妮可·梅里查尔-马丁内斯 |        | 艾伦·佩雷斯         | 23       | 4      |
| 義大利   | 萨拉·埃拉尼            | 義大利 | 贾斯明·保利尼       | 29       | 5      |
| 比利时   | 爱丽丝·梅尔滕斯        | 中國   | 张帅                | 35       | 6      |
| 中華臺北 | 詹皓晴                 |        | 韦罗妮卡·库德梅托娃 | 44       | 7      |
| 荷蘭     | 黛米·舒尔斯            | 巴西   | 路易莎·斯蒂凡尼     |          | 8      |

- 1 参考2024年9月16日排名。

### 其他途径参赛球员
外卡：
- 谢淑薇 /  王欣瑜
- 王雅繁 /  王曦雨

- 柳德米拉·奇琴诺克 /  耶莲娜·奥斯塔朋科 → 被替补为  柳德米拉·奇琴诺克 /  玛尔塔·科斯秋克
- 凯蒂·博尔特 /  安娜·卡林斯卡娅 → 被替补为  孙璐璐 /  内岛萌夏